# Arnór Sigurðsson
Arnór Sigurðsson (Akranes, 15 maggio 1999) è un calciatore islandese, centrocampista del Malmö FF e della nazionale islandese.

## Caratteristiche tecniche
Di ruolo trequartista, può giocare anche come esterno sinistro e come prima punta. Di piede destro, predilige prendere la palla nel semifianco sinistro e portarla al centro accentrandosi in area di rigore. Di piede destro, dispone di buona tecnica.

## Carriera

### Club
Cresciuto nelle giovanili dell'ÍA Akraness, ha esordito in prima squadra il 3 ottobre 2015 in occasione del match di campionato vinto 2-1 contro l'ÍBV Vestmannæyja.
Dopo un anno in Svezia tra le file dell'IFK Norrköping, il 31 agosto 2018, a soli 19 anni, passa a titolo definitivo per 4 milioni di euro nella capitale russa sponda CSKA Mosca. Il 19 settembre seguente fa il suo esordio in Champions con il club contro il Viktoria Plzeň; al contempo diventa il più giovane calciatore islandese ad avere disputato una partita nella massima competizione europea per club. Dopo un inizio stagione da subentrante guadagna presto il posto da titolare grazie alle ottime prestazioni in UEFA Champions League condite da 2 gol: uno alla Roma nella sconfitta interna per 1-2 e uno nella clamorosa vittoria per 0-3 al Bernabéu contro il Real Madrid. In campionato realizza il suo primo gol l'11 novembre nel successo per 2-0 contro lo Zenit San Pietroburgo. Successivamente ha realizzato una doppietta nel 2-0 contro lo Spartak Mosca nel derby di Mosca del 6 aprile 2019.
Il 30 luglio 2021 viene ceduto in prestito al Venezia. Esordisce con i veneti il 15 agosto in occasione della sfida di Coppa Italia contro il Frosinone, vinta ai calci di rigore. Sette giorni dopo esordisce anche in serie A nella trasferta in casa del Napoli, entrando al posto di Francesco Di Mariano al 63'.
Il 14 luglio 2022 fa ritorno, seppure in prestito, al suo vecchio club dell'IFK Norrköping, approfittando della possibilità concessa dalla FIFA di sospendere i contratti con i club russi a seguito dell'invasione russa dell'Ucraina del 2022. Segna 6 reti in 11 presenze nell'Allsvenskan 2022 e 4 reti in 10 presenze nell'Allsvenskan 2023, prima di lasciare la squadra nel giugno 2023 a campionato in corso una volta scaduto l'accordo annuale.
Il 21 giugno 2023, sfruttando nuovamente le normative FIFA riguardanti i giocatori sotto contratto in Russia, approda al Blackburn per l'intera annata 2023-2024. Il 26 dicembre dello stesso anno il trasferimento divenne permanente, con un contratto fino al giugno 2025.
Il 17 febbraio 2025 viene resa nota la rescissione consensuale tra il club inglese e il giocatore, il quale il giorno seguente è annunciato dagli svedesi del Malmö FF con un accordo su base triennale.

### Nazionale
Ha giocato nelle nazionali giovanili islandesi Under-17, Under-19 ed Under-21.
Il 15 novembre 2018 ha fatto il suo esordio in nazionale maggiore nella sconfitta per 2-0 contro il Belgio in Nations League.

## Statistiche

### Presenze e reti nei club
Statistiche aggiornate al 16 maggio 2021.
| Stagione              | Squadra               | Campionato            | Campionato | Campionato | Coppe nazionali | Coppe nazionali | Coppe nazionali | Coppe continentali | Coppe continentali | Coppe continentali | Altre coppe | Altre coppe | Altre coppe | Totale | Totale | Totale |
| Stagione              | Squadra               | Comp                  | Pres       | Reti       | Comp            | Pres            | Reti            | Comp               | Pres               | Reti               | Comp        | Pres        | Reti        | Pres   | Reti   |        |
| --------------------- | --------------------- | --------------------- | ---------- | ---------- | --------------- | --------------- | --------------- | ------------------ | ------------------ | ------------------ | ----------- | ----------- | ----------- | ------ | ------ | ------ |
| 2015                  | ÍA Akraness           | UD                    | 1          | 0          | CI+CdL          | 0               | 0               |                    | -                  | -                  |             | -           | -           | 1      | 0      |        |
| 2016                  | ÍA Akraness           | UD                    | 6          | 0          | CI+CdL          | 2+0             | 0               |                    | -                  | -                  |             | -           | -           | 8      | 0      |        |
| Totale ÍA Akraness    | Totale ÍA Akraness    | Totale ÍA Akraness    | 7          | 0          |                 | 2               | 0               |                    | -                  | -                  |             | -           | -           | 9      | 0      |        |
| 2017                  | IFK Norrköping        | A                     | 8          | 0          | CS              | 1               | 0               | UEL                | 0                  | 0                  |             | -           | -           | 9      | 0      |        |
| 2018                  | IFK Norrköping        | A                     | 17         | 3          | CS              | 0               | 0               |                    | -                  | -                  |             | -           | -           | 17     | 3      |        |
| 2018-2019             | CSKA Mosca            | PL                    | 21         | 5          | KR              | 0               | 0               | UCL                | 6                  | 2                  | SR          | 0           | 0           | 27     | 7      |        |
| 2019-2020             | CSKA Mosca            | PL                    | 22         | 4          | KR              | 2               | 0               | UEL                | 5                  | 0                  |             | -           | -           | 29     | 4      |        |
| 2020-2021             | CSKA Mosca            | PL                    | 23         | 2          | KR              | 3               | 0               | UEL                | 5                  | 0                  |             | -           | -           | 31     | 2      |        |
| Totale CSKA Mosca     | Totale CSKA Mosca     | Totale CSKA Mosca     | 66         | 11         |                 | 5               | 0               |                    | 16                 | 2                  |             | 0           | 0           | 87     | 13     |        |
| 2021-2022             | Venezia               | A                     | 9          | 0          | CI              | 2               | 0               | -                  | -                  | -                  | -           | -           | -           | 11     | 0      |        |
| 2022                  | IFK Norrköping        | A                     | 11         | 6          | CS              | 1               | 1               | -                  | -                  | -                  | -           | -           | -           | 12     | 7      |        |
| 2023                  | IFK Norrköping        | A                     | 10         | 5          | CS              | 4               | 3               | -                  | -                  | -                  | -           | -           | -           | 14     | 8      |        |
| Totale IFK Norrköping | Totale IFK Norrköping | Totale IFK Norrköping | 46         | 14         |                 | 6               | 4               |                    | 0                  | 0                  |             | -           | -           | 52     | 18     |        |
| 2023-2024             | Blackburn             | FLC                   | 29         | 5          | FACup+CdL       | 3+2             | 1+1             | -                  | -                  | -                  | -           | -           | -           | 34     | 7      |        |
| 2024-gen. 2025        | Blackburn             | FLC                   | 5          | 1          | FACup+CdL       | 0+2             | 0+0             | -                  | -                  | -                  | -           | -           | -           | 7      | 1      |        |
| Totale Blackburn      | Totale Blackburn      | Totale Blackburn      | 34         | 6          |                 | 7               | 2               |                    | -                  | -                  |             | -           | -           | 41     | 8      |        |
| 2025                  | Malmö FF              | A                     | 3          | 1          | SC              | 0               | 0               | UCL                | 0                  | 0                  | -           | -           | -           | 3      | 1      |        |
| Totale carriera       | Totale carriera       | Totale carriera       | 165        | 32         |                 | 22              | 6               |                    | 16                 | 2                  |             | 0           | 0           | 203    | 40     |        |

### Cronologia presenze e reti in nazionale
| Cronologia completa delle presenze e delle reti in nazionale ― Islanda | Cronologia completa delle presenze e delle reti in nazionale ― Islanda | Cronologia completa delle presenze e delle reti in nazionale ― Islanda | Cronologia completa delle presenze e delle reti in nazionale ― Islanda | Cronologia completa delle presenze e delle reti in nazionale ― Islanda | Cronologia completa delle presenze e delle reti in nazionale ― Islanda | Cronologia completa delle presenze e delle reti in nazionale ― Islanda | Cronologia completa delle presenze e delle reti in nazionale ― Islanda |
| Data                                                                   | Città                                                                  | In casa                                                                | Risultato                                                              | Ospiti                                                                 | Competizione                                                           | Reti                                                                   | Note                                                                   |
| ---------------------------------------------------------------------- | ---------------------------------------------------------------------- | ---------------------------------------------------------------------- | ---------------------------------------------------------------------- | ---------------------------------------------------------------------- | ---------------------------------------------------------------------- | ---------------------------------------------------------------------- | ---------------------------------------------------------------------- |
| 15-11-2018                                                             | Bruxelles                                                              | Belgio                                                                 | 2 – 0                                                                  | Islanda                                                                | UEFA Nations League 2018-2019 - 1º turno                               | -                                                                      | 64’                                                                    |
| 19-11-2018                                                             | Eupen                                                                  | Islanda                                                                | 2 – 2                                                                  | Qatar                                                                  | Amichevole                                                             | -                                                                      | 75’                                                                    |
| 22-3-2019                                                              | Andorra la Vella                                                       | Andorra                                                                | 0 – 2                                                                  | Islanda                                                                | Qual. Euro 2020                                                        | -                                                                      |                                                                        |
| 8-6-2019                                                               | Reykjavík                                                              | Islanda                                                                | 1 – 0                                                                  | Albania                                                                | Qual. Euro 2020                                                        | -                                                                      | 56’                                                                    |
| 11-10-2019                                                             | Reykjavík                                                              | Islanda                                                                | 0 – 1                                                                  | Francia                                                                | Qual. Euro 2020                                                        | -                                                                      | 81’                                                                    |
| 14-10-2019                                                             | Reykjavík                                                              | Islanda                                                                | 2 – 0                                                                  | Andorra                                                                | Qual. Euro 2020                                                        | 1                                                                      |                                                                        |
| 14-11-2019                                                             | Istanbul                                                               | Turchia                                                                | 0 – 0                                                                  | Islanda                                                                | Qual. Euro 2020                                                        | -                                                                      | 24’                                                                    |
| 17-11-2019                                                             | Chișinău                                                               | Moldavia                                                               | 1 – 2                                                                  | Islanda                                                                | Qual. Euro 2020                                                        | -                                                                      |                                                                        |
| 5-9-2020                                                               | Reykjavík                                                              | Islanda                                                                | 0 – 1                                                                  | Inghilterra                                                            | UEFA Nations League 2020-2021 - 1º turno                               | -                                                                      | 66’                                                                    |
| 8-9-2020                                                               | Bruxelles                                                              | Belgio                                                                 | 5 – 1                                                                  | Islanda                                                                | UEFA Nations League 2020-2021 - 1º turno                               | -                                                                      | 72’                                                                    |
| 15-11-2020                                                             | Copenaghen                                                             | Danimarca                                                              | 2 – 1                                                                  | Islanda                                                                | UEFA Nations League 2020-2021 - 1º turno                               | -                                                                      | 70’                                                                    |
| 25-3-2021                                                              | Duisburg                                                               | Germania                                                               | 3 – 0                                                                  | Islanda                                                                | Qual. Mondiali 2022                                                    | -                                                                      | 71’                                                                    |
| 28-3-2021                                                              | Erevan                                                                 | Armenia                                                                | 2 – 0                                                                  | Islanda                                                                | Qual. Mondiali 2022                                                    | -                                                                      | 55’                                                                    |
| 31-3-2021                                                              | Vaduz                                                                  | Liechtenstein                                                          | 1 – 4                                                                  | Islanda                                                                | Qual. Mondiali 2022                                                    | -                                                                      | 69’                                                                    |
| 5-9-2021                                                               | Reykjavík                                                              | Islanda                                                                | 2 – 2                                                                  | Macedonia del Nord                                                     | Qual. Mondiali 2022                                                    | -                                                                      | 60’                                                                    |
| 8-9-2021                                                               | Reykjavík                                                              | Islanda                                                                | 0 – 4                                                                  | Germania                                                               | Qual. Mondiali 2022                                                    | -                                                                      | 71’                                                                    |
| 26-3-2022                                                              | Murcia                                                                 | Finlandia                                                              | 1 – 1                                                                  | Islanda                                                                | Amichevole                                                             | -                                                                      | 70’                                                                    |
| 29-3-2022                                                              | La Coruña                                                              | Spagna                                                                 | 5 – 0                                                                  | Islanda                                                                | Amichevole                                                             | -                                                                      | 60’                                                                    |
| 2-6-2022                                                               | Haifa                                                                  | Israele                                                                | 2 – 2                                                                  | Islanda                                                                | UEFA Nations League 2022-2023 - 1º turno                               | 1                                                                      | 82’                                                                    |
| 6-6-2022                                                               | Reykjavík                                                              | Islanda                                                                | 1 – 1                                                                  | Albania                                                                | UEFA Nations League 2022-2023 - 1º turno                               | -                                                                      | 74’                                                                    |
| 13-6-2022                                                              | Reykjavík                                                              | Islanda                                                                | 2 – 2                                                                  | Israele                                                                | UEFA Nations League 2022-2023 - 1º turno                               | -                                                                      | 61’                                                                    |
| 22-9-2022                                                              | Maria Enzersdorf                                                       | Venezuela                                                              | 0 – 1                                                                  | Islanda                                                                | Amichevole                                                             | -                                                                      | 19’                                                                    |
| 27-9-2022                                                              | Tirana                                                                 | Albania                                                                | 1 – 1                                                                  | Islanda                                                                | UEFA Nations League 2022-2023 - 1º turno                               | -                                                                      | 70’                                                                    |
| 16-11-2022                                                             | Kaunas                                                                 | Lituania                                                               | 0 – 0 (5 – 6 dtr)                                                      | Islanda                                                                | Coppa del Baltico 2022                                                 | -                                                                      | 62’ 86’                                                                |
| 19-11-2022                                                             | Riga                                                                   | Lettonia                                                               | 1 – 1 (7 – 8 dtr)                                                      | Islanda                                                                | Coppa del Baltico 2022                                                 | -                                                                      |                                                                        |
| 23-3-2023                                                              | Zenica                                                                 | Bosnia ed Erzegovina                                                   | 3 – 0                                                                  | Islanda                                                                | Qual. Euro 2024                                                        | -                                                                      | 67’                                                                    |
| 26-3-2023                                                              | Vaduz                                                                  | Liechtenstein                                                          | 0 – 7                                                                  | Islanda                                                                | Qual. Euro 2024                                                        | -                                                                      | 65’                                                                    |
| 13-10-2023                                                             | Reykjavík                                                              | Islanda                                                                | 1 – 1                                                                  | Lussemburgo                                                            | Qual. Euro 2024                                                        | -                                                                      | 85’                                                                    |
| 16-11-2023                                                             | Bratislava                                                             | Slovacchia                                                             | 4 – 2                                                                  | Islanda                                                                | Qual. Euro 2024                                                        | -                                                                      | 62’                                                                    |
| 19-11-2023                                                             | Lisbona                                                                | Portogallo                                                             | 2 – 0                                                                  | Islanda                                                                | Qual. Euro 2024                                                        | -                                                                      |                                                                        |
| 21-3-2024                                                              | Budapest                                                               | Israele                                                                | 1 – 4                                                                  | Islanda                                                                | Qual. Euro 2024                                                        | -                                                                      | 78’                                                                    |
| 7-6-2024                                                               | Londra                                                                 | Inghilterra                                                            | 0 – 1                                                                  | Islanda                                                                | Amichevole                                                             | -                                                                      | 83’                                                                    |
| 10-6-2024                                                              | Rotterdam                                                              | Paesi Bassi                                                            | 4 – 0                                                                  | Islanda                                                                | Amichevole                                                             | -                                                                      | 62’                                                                    |
| 6-9-2024                                                               | Reykjavík                                                              | Islanda                                                                | 2 – 0                                                                  | Montenegro                                                             | UEFA Nations League 2024-2025 - 1º turno                               | -                                                                      | 65’                                                                    |
| Totale                                                                 |                                                                        | Presenze                                                               | 34                                                                     |                                                                        | Reti                                                                   | 2                                                                      |                                                                        |

## Palmarès

### Club

#### Competizioni nazionali
- Supercoppa di Russia: 1

CSKA Mosca: 2018

### Nazionale
- Coppa del Baltico: 1

2022